# Anders Lyrbring
Anders Lyrbring (Suecia, 21 de marzo de 1978) es un nadador  suecoretirado especializado en pruebas de estilo libre, donde consiguió ser subcampeón olímpico en 1996 en los 4x200 metros.

## Carrera deportiva
En los Juegos Olímpicos de Atlanta 1996 ganó la medalla de plata en la misma prueba, con un tiempo de 7:17.56 segundo, tras Estados Unidos y por delante de Alemania (bronce); y en el Mundial de piscina corta de Gotemburgo 1997 volvió a ganar la plata en la misma prueba.